# 現代思想 (現代思潮社)
『現代思想』（げんだいしそう）は、現代思想研究会が刊行していた雑誌。1960年10月にタイプ印刷の『現代思想』1号を刊行、1961年4月に現代思潮社から『現代思想』を創刊（1961年5月号）、清水幾太郎が責任編集、編集委員は清水幾太郎、三浦つとむ、竹内芳郎、浅田光輝、香山健一、中嶋嶺雄である。
『現代思想』は、1961年11月・12月合併号で休刊、現代思想研究会も解散した。

## 創刊の辞
創刊号の発刊の言葉「われわれは出発する」には以下ある。
竹内洋によると、「差し触りのない総括を試み、数々の美しい記憶を抱いて再び研究室へ戻って行った」というのは、60年安保条約改定阻止の敗北をもたらした丸山眞男に代表される東京大学法学部教授の「アカデミックな指導部」を指している。